# Solan
Solan es una ciudad y concejo municipal situada en el distrito de Solan,  en el estado de Himachal Pradesh (India). Su población es de 39256 habitantes (2011). Es el centro administrativo del distrito . 

## Demografía
Según el censo de 2011 la población de Solan era de 39256 habitantes, de los cuales 21182 eran hombres y 18074 eran mujeres. Solan tiene una tasa media de alfabetización del 93,02%, superior a la media estatal del 82,80%: la alfabetización masculina es del 94,01%, y la alfabetización femenina del 91,86%.

## Clima
| Parámetros climáticos promedio de Solan (1981–2010, extremes 1999–2011) | Parámetros climáticos promedio de Solan (1981–2010, extremes 1999–2011) | Parámetros climáticos promedio de Solan (1981–2010, extremes 1999–2011) | Parámetros climáticos promedio de Solan (1981–2010, extremes 1999–2011) | Parámetros climáticos promedio de Solan (1981–2010, extremes 1999–2011) | Parámetros climáticos promedio de Solan (1981–2010, extremes 1999–2011) | Parámetros climáticos promedio de Solan (1981–2010, extremes 1999–2011) | Parámetros climáticos promedio de Solan (1981–2010, extremes 1999–2011) | Parámetros climáticos promedio de Solan (1981–2010, extremes 1999–2011) | Parámetros climáticos promedio de Solan (1981–2010, extremes 1999–2011) | Parámetros climáticos promedio de Solan (1981–2010, extremes 1999–2011) | Parámetros climáticos promedio de Solan (1981–2010, extremes 1999–2011) | Parámetros climáticos promedio de Solan (1981–2010, extremes 1999–2011) | Parámetros climáticos promedio de Solan (1981–2010, extremes 1999–2011) |
| Mes                                                                     | Ene.                                                                    | Feb.                                                                    | Mar.                                                                    | Abr.                                                                    | May.                                                                    | Jun.                                                                    | Jul.                                                                    | Ago.                                                                    | Sep.                                                                    | Oct.                                                                    | Nov.                                                                    | Dic.                                                                    | Anual                                                                   |
| ----------------------------------------------------------------------- | ----------------------------------------------------------------------- | ----------------------------------------------------------------------- | ----------------------------------------------------------------------- | ----------------------------------------------------------------------- | ----------------------------------------------------------------------- | ----------------------------------------------------------------------- | ----------------------------------------------------------------------- | ----------------------------------------------------------------------- | ----------------------------------------------------------------------- | ----------------------------------------------------------------------- | ----------------------------------------------------------------------- | ----------------------------------------------------------------------- | ----------------------------------------------------------------------- |
| Temp. máx. abs. (°C)                                                    | 27.5                                                                    | 29.2                                                                    | 32.5                                                                    | 35.8                                                                    | 38.0                                                                    | 39.0                                                                    | 35.1                                                                    | 33.0                                                                    | 32.0                                                                    | 31.5                                                                    | 30.2                                                                    | 27.0                                                                    | 39.0                                                                    |
| Temp. máx. media (°C)                                                   | 18.4                                                                    | 19.9                                                                    | 23.8                                                                    | 29.0                                                                    | 31.6                                                                    | 31.2                                                                    | 28.9                                                                    | 28.2                                                                    | 28.0                                                                    | 27.0                                                                    | 23.8                                                                    | 20.7                                                                    | 25.9                                                                    |
| Temp. mín. media (°C)                                                   | 2.5                                                                     | 4.5                                                                     | 8.3                                                                     | 12.6                                                                    | 16.2                                                                    | 18.7                                                                    | 20.2                                                                    | 19.8                                                                    | 16.9                                                                    | 10.5                                                                    | 5.9                                                                     | 3.0                                                                     | 11.6                                                                    |
| Temp. mín. abs. (°C)                                                    | -3.6                                                                    | -2.8                                                                    | 1.0                                                                     | 4.6                                                                     | 8.5                                                                     | 12.5                                                                    | 16.0                                                                    | 15.0                                                                    | 10.5                                                                    | 5.0                                                                     | 1.0                                                                     | -2.5                                                                    | -3.6                                                                    |
| Lluvias (mm)                                                            | 61.8                                                                    | 69.9                                                                    | 74.3                                                                    | 46.0                                                                    | 61.5                                                                    | 118.0                                                                   | 218.5                                                                   | 218.9                                                                   | 138.4                                                                   | 22.3                                                                    | 14.9                                                                    | 47.6                                                                    | 1092.0                                                                  |
| Días de lluvias (≥ 1 mm)                                                | 3.4                                                                     | 4.3                                                                     | 4.7                                                                     | 3.3                                                                     | 4.7                                                                     | 6.7                                                                     | 11.9                                                                    | 10.8                                                                    | 5.7                                                                     | 1.6                                                                     | 1.0                                                                     | 2.1                                                                     | 60.2                                                                    |
| Humedad relativa (%)                                                    | 52                                                                      | 49                                                                      | 45                                                                      | 38                                                                      | 37                                                                      | 52                                                                      | 73                                                                      | 78                                                                      | 70                                                                      | 52                                                                      | 49                                                                      | 51                                                                      | 54                                                                      |
| Fuente: India Meteorological Department                                 |                                                                         |                                                                         |                                                                         |                                                                         |                                                                         |                                                                         |                                                                         |                                                                         |                                                                         |                                                                         |                                                                         |                                                                         |                                                                         |